# Berencsi György (virológus)
Berencsi György (Budapest, 1941. december 4. – Budapest, 2013. április 25.) a WHO Poliovírusok Nemzeti Referencia Laboratóriuma vezetője. A magyar virológia vezető kutató orvosa. Oktatási és ismeretterjesztő tevékenysége jelentős. Éveken keresztül epidemiológiai kérdésekben közéleti munkát folytatott, rengeteg cikk szerzője. SOTE hallgatók és ELTE mikrobiológus hallgatók számára tartott előadásokat. A magyarországi járványos gyermekbénulás elleni küzdelem kiemelkedő alakja.

## Elismerései
- Manninger-emlékérem (1994)
- Pro Sanita emlékérem (2001)
- Fodor József-emlékérem (2004)
- Magyar Arany Érdemkereszt (2005)
- Takátsy Gyula-emlékérem (2006)
- Szendei Ádám-emlékérem (2010)